# 1995년 쌍방울 레이더스 시즌
1995년 쌍방울 레이더스 시즌은 쌍방울 레이더스가 KBO 리그에 참가한 5번째 시즌이다. 
1993년 시즌 후 2년 계약으로 3대 감독에 취임한 한동화 감독이 시즌 전에 있었던 '정신교육 항명사건' 때문에 이용일 구단주 대행과 사이가 안 좋아진 데다 시즌 개막 후 연패를 거듭하며 하위권으로 추락하여 5월 16일 도중하차한 뒤 김우열 코치가 감독대행으로  팀을 맡았는데 한동화 감독이 해임되는 과정에서 사장 단장도 동시에 물러나야 했다. 
한편, 팀은 최한림이 5월 10일 윤혁과 함께 삼성으로 트레이드된 것(유명선 김현욱과의 맞트레이드) 외에도 에이스 박성기의 부진, 주전 마무리 조규제의 부상 등으로 믿을만한 왼손투수 부재에 시달려 8팀 중 정규시즌 최하위에 그쳤다.

## 타이틀
- 한일 슈퍼게임 국가대표: 박경완, 김광림, 김기태
- KBO 골든글러브: 김광림 (외야수)
- 올스타 선발: 김광림 (외야수), 김기태 (지명타자)
- 올스타전 추천선수: 성영재, 박경완
- 컴투스프로야구 SSG 랜더스 베스트 라인업: 김기덕 (중계투수)
- 컴투스프로야구 선정 돌격대의 추억 라인업: 김광림, 최태원
- 수비 WAR: 최태원 (1.97)
- 안타: 최태원 (147)
- 2루타: 김기태 (34)
- 타율: 김광림 (0.337)

### 퓨처스리그
- 남부리그 출장(타자): 유태준 (56)
- 남부리그 1루타: 강효섭 (42)
- 완투: 김현욱, 노춘섭 (3)
- 탈삼진: 김현욱 (65)

## 선수단
- 선발투수: 박진석, 김원형, 성영재, 유현승, 김석기, 박성기
- 구원투수: 김진철, 방극천, 고형욱, 강희석, 노춘섭, 김민국, 유명선
- 마무리투수: 김기덕, 최한림, 조규제, 조한철, 장용, 박성진
- 포수: 박경완, 장채근, 장재중, 김충민
- 1루수: 김기태, 길홍규, 신경식
- 2루수: 최태원[5], 한혁수, 송태일
- 유격수: 김호
- 3루수: 백인수, 김주성, 윤재호
- 좌익수: 조원우, 박노준
- 중견수: 김광림, 하상도
- 우익수: 정기창, 심성보, 이연수
- 지명타자: 박철우, 강효섭, 정학원

## 여담
- 최태원은 496타수를 소화하고 수비WAR 1.97을 기록하며 463개의 인플레이 타구를 날려 구단 사상 단일 시즌 최다 타수, 최고 수비WAR, 최다 인플레이 타구 기록을 세웠다.
- 김기태는 34 2루타로 구단 사상 단일 시즌 최다 2루타 기록을 세웠다.
- 방극천은 이닝 당 출루허용률 0, 피출루율 0으로 구단 사상 단일 시즌 최저 기록을 세웠다.
- 강희석과 최한림은 선발등판 시 평균자책점이 99.99였다.
- 최한림은 구원등판 시 평균자책점이 0이었는데, 구단 사상 단일 시즌 평균자책점 0을 달성한 투수들 중 가장 많은 구원이닝(5.2)을 소화했다.
- 성영재는 규정 이닝을 채운 투수들 중 구원등판 시 평균자책점 12.27로 구단 사상 단일 시즌 최고 기록을 세웠다.
- 박경완은 블로킹 관련 득점 기여 2.84로 구단 사상 단일 시즌 최고 기록을 세웠다.
- 이 시즌은 KBO 리그 사상 3번째로 규정 이닝 충족 투수 전원이 양수 WAR을 기록한 시즌이다. 이 중 가장 WAR이 낮았던 유현승은 WAR 0.01을 기록했다.
- 1996 신인드래프트에서 구단 사상 최초의 고졸우선지명으로 김형주, 임정현, 조병찬을 지명했다. 다만 임정현은 끝내 입단하지 않아 KBO 리그 사상 처음으로 고졸우선지명 후 입단을 거부한 선수가 되었고, 조병찬은 대학 진학 후 입단을 택했으나 그 사이 팀이 해체되어 SK 와이번스에 입단하게 되었다. 때문에 쌍방울 레이더스에 고졸우선지명으로 입단한 선수는 김형주가 최초다.
- 1996 신인 드래프트 2차 지명에서 팀은 12~27라운드에 순서대로 박윤성, 최용석, 박경호, 김민환, 최정중, 박원철, 김성주, 정남수, 신주일, 조성곤, 이승준, 정경택, 김태균, 양선직, 이봉우, 조일현을 지명하여 이들은 KBO 리그 사상 첫 12~27라운드 지명자가 되었다.